# Kačenka a zase ta strašidla
Kačenka a zase ta strašidla je český rodinný fantasy film z roku 1993 režiséra Jindřicha Poláka. Jedná se pokračování filmu Kačenka a strašidla z roku 1993.

## Děj
Rodiče malé Kačenky hodlají z domu hrůzy udělat velkou rodinou vilu. Proto přijíždí notář Weber, aby prověřil, zda je to v souladu se zákonem možné. Tomu se rozhodnou zabránit místní strašidla: doktor Caligari, krásná Elvíra a čarodějnice Berta. Když strýc Pavel pořádá v domě divadelní představení, zasáhnou do něj i strašidla. Ta pomocí kouzel vrátí dům do původní podoby.

## Obsazení
- Helena Vitovská jako Kačenka
- Jiří Schmitzer jako tatínek Kačenky
- Jana Krausová jako maminka Kačenky
- Svatopluk Beneš jako doktor Caligari
- Jiřina Bohdalová jako Berta
- Eva Vejmělková jako Elvíra
- Lubomír Kostelka jako Franz Swoboda
- Josef Somr jako notář Weber
- Gabriela Wilhelmová jako majitelka střelnice Seidlová
- Jan Jiráň jako strýc Pavel
- Vítězslav Jandák jako padouch Ludvík
- Pavel Nový jako padouch Rössel
- Alena Kreuzmannová jako babička
- Luděk Kopřiva, Ladislav Gerendáš a Petr Brukner jako divadelní herci